# Glenwood Provincial Park
Glenwood Provincial Park är en park i Kanada.   Den ligger i provinsen Nova Scotia, i den sydöstra delen av landet, 800 km öster om huvudstaden Ottawa. Glenwood Provincial Park ligger 17 meter över havet. Den ligger vid sjöarna  Eel Lake och Rickers Lake.
Terrängen runt Glenwood Provincial Park är platt. Havet är nära Glenwood Provincial Park söderut. Trakten är glest befolkad. Närmaste större samhälle är Yarmouth, 19,3 km väster om Glenwood Provincial Park. 
I omgivningarna runt Glenwood Provincial Park växer i huvudsak blandskog.